# Platyrrhinus incarum
Platyrrhinus incarum är en fladdermus i familjen bladnäsor som förekommer i Sydamerika. Populationen listades tidigare som underart till Platyrrhinus helleri och sedan 2010 godkänns den som art.
Arten är en liten fladdermus som kännetecknas av ett robust kranium. Grundfärgen av pälsen är mörk- till medelbrun och undersidan är täckt av ljusbruna hår med vita spetsar. Platyrrhinus helleri har däremot ljusgrå päls på undersidan. Påfallande är två vita strimmor i ansiktet och en vit längsgående linje på ryggens topp. Hos Platyrrhinus helleri är linjen på ryggen bredare. Liksom andra släktmedlemmar har Platyrrhinus incarum hudflikar (bladet) på näsan där den centrala delen liknar en hästsko. Underarmarna är 35 till 40 mm långa. Typisk för arten är tät päls på fötternas ovansida.
Utbredningsområdet ligger öster om Anderna i sydvästra Colombia, östra Ecuador, östra Peru, norra Bolivia och nordvästra Brasilien. Platyrrhinus incarum registrerades även i Franska Guyana och Guyana. Den lever i kulliga områden och i bergstrakternas låga delar mellan 160 och 1300 meter över havet. Habitatet utgörs av fuktiga skogar.
Individerna använder det täta bladverket, trädens håligheter, grottor, tunnlar, byggnader, broar och vägtrummor som sovplats. De har antagligen frukter, bland annat fikon, som föda.
För beståndet är inga hot kända och populationen anses vara stabil. IUCN listar arten som livskraftig (LC).